# 御厨さと美
御厨 さと美（みくりや さとみ、1948年5月20日 - 2022年12月14日）は、日本の男性漫画家。長崎県出身、早稲田大学第一文学部中退。本名は御厨哲美（読みは同じ）。

## 経歴
フリーエディターを経て、1970年、講談社のぼくらマガジンコミックス『タイガーマスク』6巻に併載された『黒いつるぎ』で漫画家デビュー。1972年、『JL73』で第9回ビッグコミック賞佳作1席となり、本格的に青年漫画誌へ進出。代表作は『裂けた旅券（パスポート）』、『ノーラ』シリーズなど。
SF作品では意図的におちゃらけた作品を除いて、ダークなストーリーが多い。かなりの飛行機マニアであり、航空機を始めとするメカニックの描写も得意とした。
1970年代前半には小学館の学年別学習雑誌『小学六年生』の読者交流ページ「ハロー6・ワイドショー」のスタッフだったこともあり、「みく・さとみ」（愛称＝みくちゃん）の名前でデフォルメした自画像で登場していた。
アニメ映画『火の鳥2772 愛のコスモゾーン』（1980年）のメカニカル・デザインとコミック化（朝日ソノラマ）を担当。1989年のアニメ映画『ギャラガ』の脚本、また1983年の劇場用アニメ『ゴルゴ13』の一部分に取り入れられた3DCG部分のディレクターも務めた。
アメリカでパイロット免許を取る日本人女性を描いた『イカロスの娘』の連載が縁となって、アメリカのパイロット養成学校で最年少女性プロパイロットとなった相澤理子と親交があり（『ルサルカは還らない』作中にも登場）、平成2年（1990年）に行われた相澤の結婚式に御厨も出席している。
書痙により漫画の原稿が描けなくなったと云われ、一時執筆活動から離れていたが、1997年『ルサルカは還らない』で漫画家としての活動を再開した。
2022年12月14日17時1分、死去。74歳没。かねてより病気療養中だったという。

## 略歴
- 1948年5月20日、長崎県で生まれる。
- 1970年、『黒いつるぎ』でデビュー。
- 1971年、週刊プレイボーイで『殺愛手記・頭脳警察』（原作・小池一夫）を初連載。
- 1972年、『JL73』が第9回ビッグコミック賞佳作1席となり、青年漫画誌へ進出。
- 1977年、ミックマックプロダクション設立。
- 1984年、漫画家活動を休止。
- 1990年、CD-I(CD-i)開発会社 株式会社クイリーを設立。
- 1996年、『ルサルカは還らない』で漫画家活動を再開。
- 1999年、再び、漫画家活動を休止。
- 2001年、日本工学院八王子専門学校講師に就任する。
- 2005年、東海大学講師に就任する。
- 2022年12月14日、死去。

## 作品リスト
- サンダーバーズ （1978年、アクションコミックス、双葉社）
- ウェポンX（初出：1976年、週刊パワァコミック、双葉社）
奇想天外コミックス『ノーラの箱船』(奇想天外社, 1979)所収。
- 猛烈なるヒコーキ野郎たち! リノ★エアレース（1976年、週刊少年サンデー52号、小学館）
リノ・エアレースを写真で紹介する記事。
- ノーラの箱船（初出：ビッグコミックオリジナル1977年12月5日号-1978年1月5日号、小学館）
奇想天外コミックス『ノーラの箱船』(奇想天外社, 1979)、サンコミックス『NORA』第2巻(朝日ソノラマ, 1981年)およびMF文庫『NORA』(メディアファクトリー, 2000)所収。
- デコンポーザー（初出：コミックギャング1977年6月号、双葉社）
奇想天外コミックス『ノーラの箱船』(奇想天外社, 1979)所収。
- ファンタジア・カフェ・ノワール（初出：漫画アクションコミックス SF劇画特集号 漫画アクション1978年6月27日号増刊、双葉社）
奇想天外コミックス『ノーラの箱船』(奇想天外社, 1979)所収。
- 俺の翼（1979年、芳文社コミックス、芳文社） - ビッグコミックに掲載された初期短編集。
- 爆砕空路（1979年、芳文社）
- 闇の伝説 （1980年、サンコミックス、朝日ソノラマ）
- シンデレラボーイズ（1980年、サンコミックス）
- 56マイルの悪魔（1980年、ビッグコミックスピリッツ創刊号（1980年11月号（10月発売））掲載、小学館）
リノ・エアレースを題材とする読み切り作品。
- 火の鳥2772 愛のコスモゾーン（原作：手塚治虫、初出：月刊マンガ少年1980年2月号 - 4月号）
1981年4月に別冊版雑誌、2007年に文庫版（メディアファクトリー）、2019年にカラー完全版（復刊ドットコム）が出版。
- NORA-硫化海流-（初出：月刊マンガ少年1980年8月号-1981年5月号）
2012年、米国を中心とする覇権国家は、海底資源の乱開発により甚大な海洋汚染を引き起こし、世界中が存亡の危機にあった。元国連事務総長スコラ女史は、海底工場を破壊して、これ以上の汚染を阻止すべく、賛同者の援助の元に軍事組織を設立する。スコラ女史の娘、ノーラ・スコラ中尉も潜水艦ゼノビア号の士官としてこの戦いに身を投じるのであった（掲載誌「月刊マンガ少年」の休刊に伴い、不本意な未完作品となった）。サンコミックス『NORA』全2巻(朝日ソノラマ, 1981年)およびMF文庫『NORA』(メディアファクトリー, 2000)所収。
- ノーラの流れ星（初出：漫画アクション特別増刊 アクションデラックス No.2 1979年7月31日号、双葉社、1979年）
宇宙船プロフィット号が深宇宙でファーストコンタクトを経験する。異星人との一触即発の危機の中、プロフィット号の若き女性士官ノーラ・スコラ中尉が取った行動とは……。なお、「硫化海流」などとは時間的に約1000年の隔たりがあり、続編というわけではない。サンコミックス『NORA』第1巻(朝日ソノラマ, 1981)およびMF文庫『NORA』(メディアファクトリー, 2000)収録。
- ケンタウロスの伝説（原作：オサム、初出：週刊プレイボーイ、集英社）
『ケンタウロスの伝説』全2巻、1981年、プレイボーイコミックス、集英社
- 黄金結社（初出：漫画アクション1980年5月15日号-6月5日号）
『黄金結社』全1巻、アクションコミックス、双葉社、1981年。
- 裂けた旅券（パスポート）（ビッグコミックオリジナル、1980年-1983年、ビッグコミックス、小学館、全7巻）[注 1]
- イカロスの娘（ビッグコミックスピリッツ、1981年-1982年、ビッグコミックス、小学館、全2巻）[注 2]
- サンドランダー（1983年、朝日ソノラマ）
- トゥインクル・ノーラ <THE TWINKLE NORA>（1984年、笠倉出版社）
- ビーパルじいさんのアウトドア教本 （1984年、小学館）
小学館のアウトドア雑誌「BE-PAL」に連載された「MANUAL COMIC」。北米を舞台にティーンエイジャー3人組とベテランの「ビーパルじいさん」が絡む形式で、アウトドアのテクニックやグッズなどを紹介した。後に単行本化された。
- 惑星ギャラガ（1984年、アクションコミックス、双葉社）
- Ζ-ゼータ-（1989年、大都社）
- ルサルカは還らない（MANGAオールマン、1996年 - 1998年、単行本：SCオールマン、集英社、全5巻）
- なんぼやねん（MANGAオールマン、集英社、単行本：1999年、SCオールマン、集英社）
- 女たちの宇宙（SFアドベンチャー 1981年1月号、徳間書店）
- ジャッカルの日（劇画ゲンダイ 1973年11月号 - 12月号、講談社） - 映画のコミカライズ作品。

## 映像作品
- 円卓の騎士物語 燃えろアーサー（原作）
- 劇場版『クラッシャージョウ』（1983年、松竹富士系） - 「スペシャル・デザイン」としてルドラのデザインを行った（本作では多くの漫画家にオリジナルの宇宙生物などのデザインを依頼するという趣向が取り入れられていた）
- オーディーン 光子帆船スターライト（設定ブレーン）
- 火の鳥2772 愛のコスモゾーン（メカニックデザイン[6]）
- ゴルゴ13（1983年） - 出崎統が監督したアニメ版だが、コンピューターグラフィックが使われたシーンがあり、そのCGディレクターを担当した。
- ノーラ（1985年リリースのOVA , 監督）
- ギャラガ（原作）

## アシスタント等
- 原律子[7]
- 岩崎啓眞 - CD-iのシステム設計に携わる

## その他
- 月刊OUT1979年2月号に特集「御厨さと美のチャームな世界」が掲載された。主にノーラシリーズを紹介した。